# کد شناسایی یکپارچه توزیع
کد شناسایی یکپارچه توزیع (به انگلیسی: (PDEID) Power Distribution Equipment Identification) نوعی کد شناسایی منحصربفرد تجهیزات و مشترکین شبکه‌های توزیع نیروی برق ایران است که از سال ۱۳۷۶ از آن استفاده می‌شود. از این کد برای شناسایی یکتای تجهیزات، آدرس دهی و به‌روز رسانی سریع اطلاعات شبکه و انتقال اطلاعات به رایانه استفاده می‌شود. 

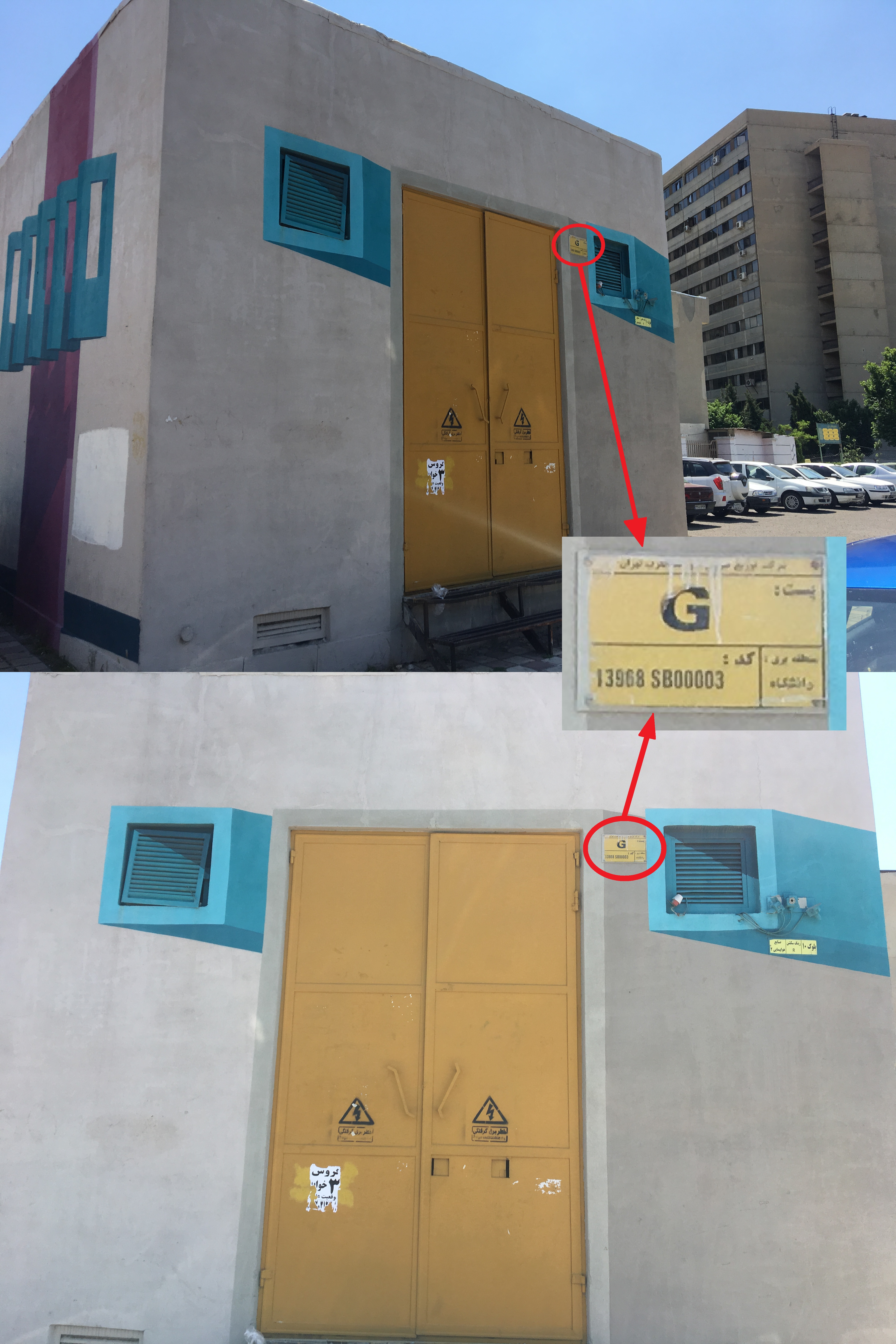
پست توزیع نیروی برق G با کد شناسایی یکپارچه توزیع 13968SB00003

## تاریخچه
اولین کد شناسایی منحصربفرد تجهیزات در کتاب استاندارد شبکه توزیع نیروی برق ایران در سال ۱۳۴۸ معرفی شد. در این کد فقط پایه‌های فشار متوسط، پستهای توزیع و پایه‌های فشارضعیف دارای کد شناسایی یکپارچه بودند. در سال ۱۳۷۵ در ششمین کنفرانس شبکه‌های توزیع نیروی برق مقاله‌ای با نام "کاربرد کد شناسایی یکپارچه برای شبکه های توزیع در سطح کشور" توسط غلامرضا صفارپور (به انگلیسی: Gholamreza Saffarpour) و علی ممدوحی (به انگلیسی: Ali Mamdoohi) ارائه گردید که در آن روشی برای کدگذاری تمام تجهیزات و مشترکین شبکه‌های توزیع معرفی شد. این روش در سال ۱۳۷۶ با تغییراتی جزئی از طرف توانیر برای یکپارچه سازی شناسایی تجهیزات و مشترکین شبکه‌های توزیع انتخاب گردید.

## ساختار کد شناسایی یکپارچه توزیع
در کد شناسایی یکپارچه، کد تجهیزات توزیع از ۱۲ حرف و عدد تشکیل شده است. ۵ رقم سمت چپ آن، کد پستی ۵ رقمی مکانی است که دستگاه در آن قرار گرفته است. این ۵ رقم حاوی اطلاعات مکانی است که شرکت پست برای تمام کشور تهیه کرده است. 

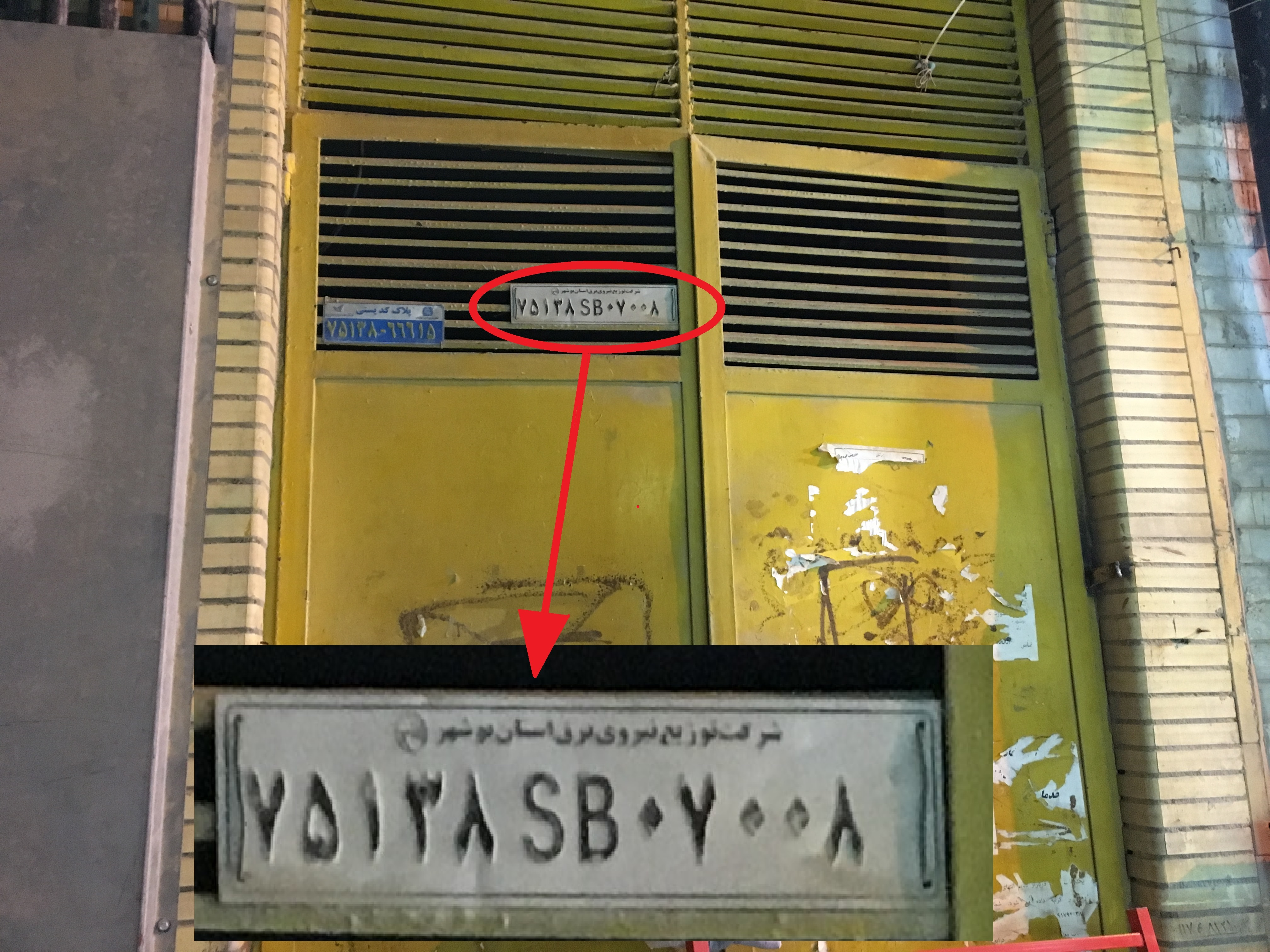
پست توزیع نیروی برق واقع در بازار بوشهر نزدیک میدان انقلاب با کد شناسایی توزیع 75138SB07008

### کد شناسایی یکپارچه توزیع برای تجهیزات شبکه
در کد تجهیزات شبکه‌ها دو مکان بعدی کد کالا و ۵ رقم بعدی شماره سریال وسیله مورد نظر در محدوده کد پستی است. شماره سریال مورد استفاده در کد کد شناسایی یکپارچه توزیع ارتباطی با شماره سریالی که کارخانه‌های سازنده تجهیزات برای دستگاهها تعیین می‌کنند ندارد و فقط یک شماره دلخواه است که باید در محدوده کد پستی یکتا باشد. به عنوان مثال اولین پست توزیع زمینی در محدوده کد پستی ۱۳۴۵۷ شماره سریال ۰۰۰۰۱ و دومین پست توزیع زمینی در محدوده کد پستی ۱۳۴۵۷ شماره سریال ۰۰۰۰۲ می‌گیرد و به همین ترتیب پستهای بعدی شماره سریالهای بعدی را به خود اختصاص می‌دهند.
| 3                         | 0                         | 0                         | 0                         | 0                         | B       | S       | 8      | 6      | 9      | 3      | 1      |
| ------------------------- | ------------------------- | ------------------------- | ------------------------- | ------------------------- | ------- | ------- | ------ | ------ | ------ | ------ | ------ |
| شماره ردیف دستگاه در مکان | شماره ردیف دستگاه در مکان | شماره ردیف دستگاه در مکان | شماره ردیف دستگاه در مکان | شماره ردیف دستگاه در مکان | کد کالا | کد کالا | کدپستی | کدپستی | کدپستی | کدپستی | کدپستی |

### کد شناسایی یکپارچه توزیع برای مشترکین
در کد شناسایی یکپارچه، کد مشترکین برق از ۱۲ عدد تشکیل شده است و مانند کد تجهیزات ۵ رقم اول (سمت چپ) آن، کد پستی ۵ رقمی مکانی است که کنتور مشترک در آن قرار گرفته است. از ۷ رقم آخر کد توزیع به طور یک پارچه استفاده می‌شود و شماره پرونده مشترک در آن قرار می‌گیرد. در بعضی مناطق کشور که شماره پرونده مشترکین بیش از ۷ رقم است، کد شناسایی یکپارچه مشترکین برق ۱۴ رقمی است و ۹ رقم سمت راست حاوی شماره پرونده مشترکین است.

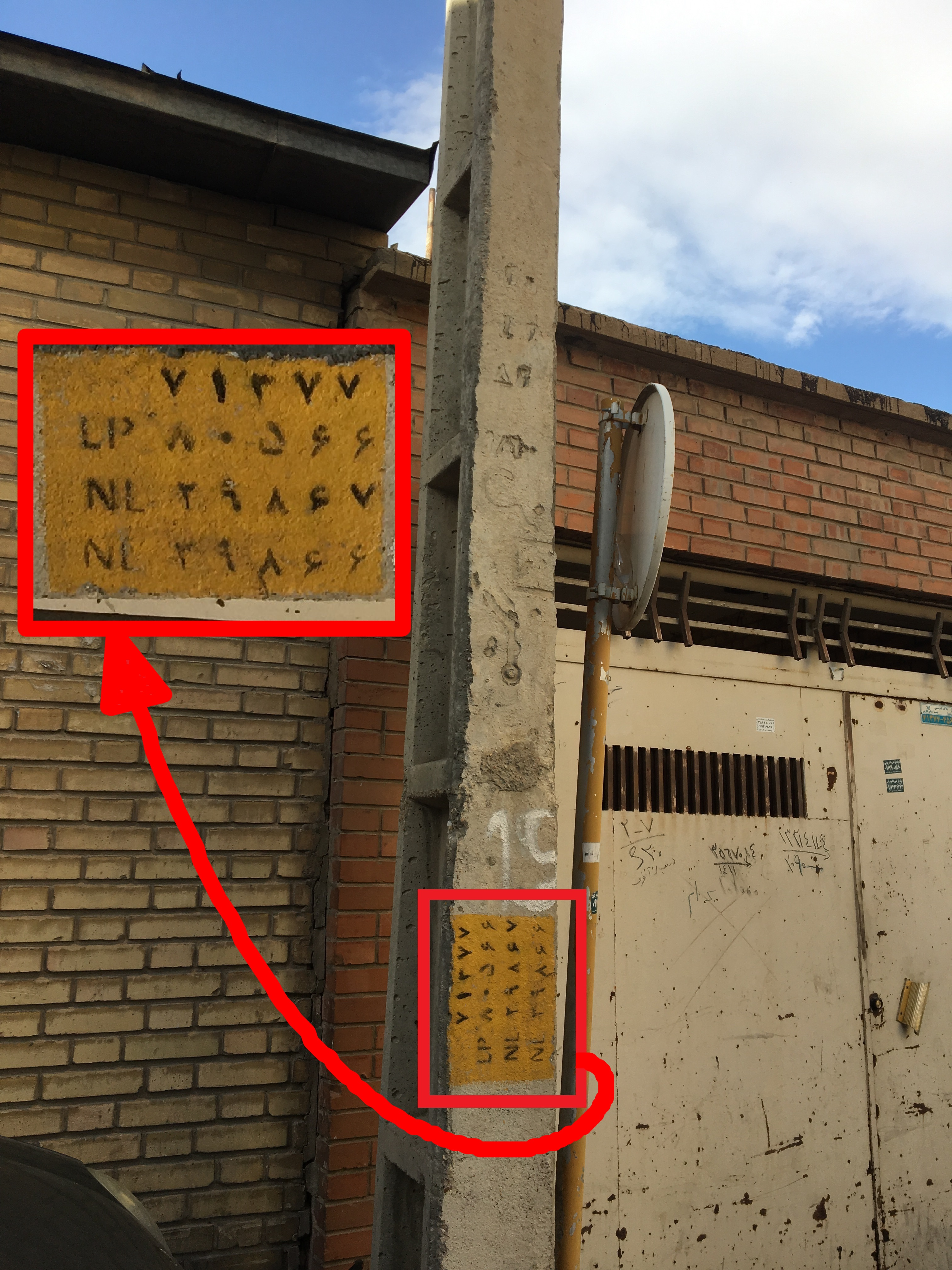
پایه فشار ضعیف توزیع نیروی برق در شیراز با شبکه فشار ضعیف دو مداره با کد شناسایی (71377LP80566) دسته مقره‌های هریک از مدارهای شبکه فشار ضعیف دارای یک کد مختص به خود هستند.

| 7                  | 6                  | 5                  | 4                  | 3                  | 2                  | 1                  | 8      | 6      | 9      | 3      | 1      |
| ------------------ | ------------------ | ------------------ | ------------------ | ------------------ | ------------------ | ------------------ | ------ | ------ | ------ | ------ | ------ |
| شماره پرونده مشترک | شماره پرونده مشترک | شماره پرونده مشترک | شماره پرونده مشترک | شماره پرونده مشترک | شماره پرونده مشترک | شماره پرونده مشترک | کدپستی | کدپستی | کدپستی | کدپستی | کدپستی |

### کد کالا در سیستم کد شناسایی یکپارچه
در کد شناسایی یکپارچه، برای تمام تجهیزات ،کد در نظر گرفته نشده است، هرچند با کمک کد کالای ۲۳ گانه ،تمام تجهیزات به کار برده شده در شبکه توزیع که ارزش اطلاعاتی برای محاسبات مهندسی توزیع یا استخراج آمار دارند، به طور یکتا قابل شناسایی هستند. 
| ردیف | نام وسیله               | کد | یادداشتهای ضروری |
| 1    | پایه فشار قوی           | HP | پایه‌های برق ذاتاً دارای ولتاژ نیستند. وقتی یک پایه در شبکه فشار متوسط استفاده می‌شود کد HP می‌گیرد حتی اگر از همان پایه شبکه فشار ضعیف هم عبور کرده باشد.    |
| 2    | پایه فشار ضعیف          | LP | پایه‌های برق ذاتاً دارای ولتاژ نیستند. وقتی از یک پایه فقط شبکه فشار ضعیف عبور کرده باشد پایه به عنوان پایه فشار ضعیف شناخته شده و کد LP می‌گیرد.            |
| 3    | شین فشار متوسط          | HB | |
| 4    | شین فشار ضعیف           | LB | |
| 5    | سر کابل فشار متوسط      | CH | |
| 6    | سر کابل فشار ضعیف       | CL | سر کابلهای فشار ضعیف از هر نوع که باشند و کابل شوها کد CL می گیرند                                                                                        |
| 7    | نقطه اتصال              | JN | هرگاه دو دستگاه (مثلاً فیوز کات اوت و ترانسفورماتور هوایی) مستقیماً به هم متصل شده باشند، بین این دو یک نقطه اتصال (مجازی) با کد JN در نظر گرفته می‌شود.     |
| 8    | سکسیونر فشار متوسط      | AB | |
| 9    | مفصل فشار متوسط         | HJ | |
| 10   | مفصل فشار ضعیف          | LJ | |
| 11   | شالتر                   | SH | با نام «تابلو شالتر فشار ضعیف» یا «تابلو توزیع قدرت فشار ضعیف» یا «پیلار» نیز شناخته می‌شود                                                                |
| 12   | ترانسفورماتور هوایی     | AT | |
| 13   | ترانسفورماتور زمینی     | GT | |
| 14   | جعبه انشعاب             | DB | |
| 15   | ریکلوزر                 | RC | |
| 16   | سکشنالایزر              | SC | |
| 17   | اتوبوستر                | VR | |
| 18   | پایه روشنایی معابر      | SL | |
| 19   | پست زمینی               | SB | |
| 20   | پست هوایی               | SP | |
| 21   | کلید قدرت               | СВ | |
| 22   | گره ( مقره ) فشار ضعیف  | NL | تک تک مقره‌های فشار ضعیف کد NL نمی‌گیرند. تمام مقره‌های یک مدار روی یک پایه فقط یک کد شناسایی می‌گیرند. در سیستم سه فاز چهار مقره، یک مدار فقط یک کد می‌گیرند. |
| 23   | گره ( مقره ) فشار متوسط | NH | تک تک مقره‌ها کد NH نمی‌گیرند. تمام مقره‌های یک مدار روی یک پایه، یک کد شناسایی می‌گیرند. در سیستم سه فاز، سه مقره یک مدار فقط یک کد می‌گیرند.                 |

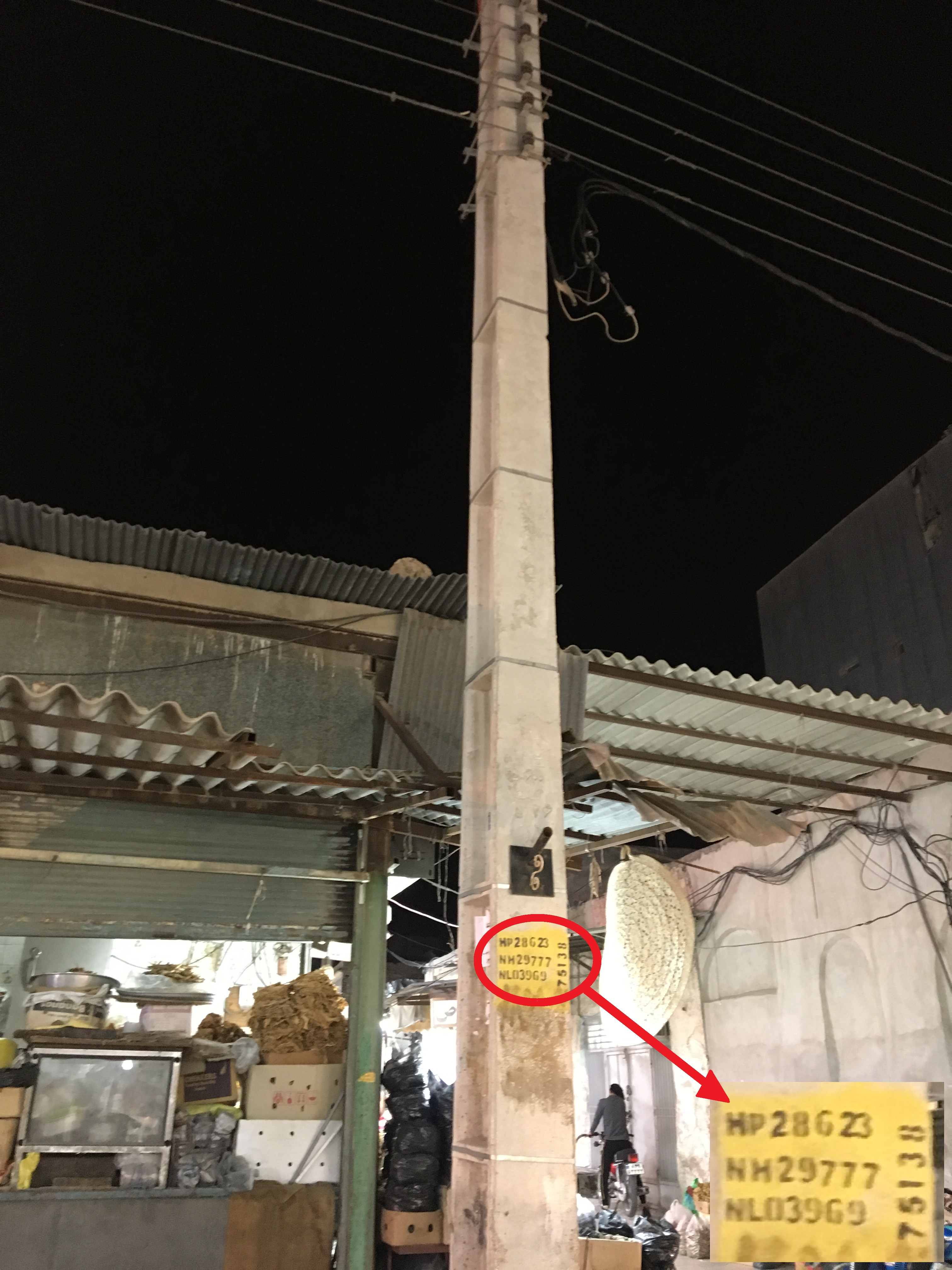
پایه فشار متوسط توزیع نیروی برق در بوشهر که شبکه فشار ضعیف نیز روی آن قرار دارد با کد شناسایی 75138HP28623دسته مقره‌های هریک از مدارهای شبکه فشار ضعیف و فشار متوسط دارای کد مختص به خود هستند.

در اختصاص کد به تجهیزات توزیع از دیاگرام تک خطی استفاده می‌شود، بنابراین وقتی سیستم سه فاز باشد سرکابلها، مقره‌ها و مفصلهای هر سه فاز فقط یک کد شناسایی می‌گیرند.

## تغییرات نسبت به پیشنهاد اولیه
طرح نهایی کد شناسایی یکپارچه توزیع نسبت به آنچه که در مقاله‌ی کاربرد کد شناسایی یکپارچه برای شبکه های توزیع در سطح کشور معرفی شد سه تفاوت وجود دارد.
1. سرکابل فشار متوسط هوایی با کد کالای C1 و سرکابل فشار متوسط داخلی با کد کالای C3 مشخص می‌شد. در کد کالای نهایی برای سرکابل فشار متوسط از کد کالای CH استفاده شد.
2. سرکابل فشار ضعیف هوایی با کد کالای C2 و سرکابل فشار ضعیف داخلی با کد کالای C4 مشخص می‌شد. در کد کالای نهایی برای سرکابل فشار متوسط از کد کالای CL استفاده شد.
3. در نسخه نهایی کد کالا JN برای نقطه اتصال تجهیزات استفاده شد.

برای بهتر کردن خوانایی نیز کد کالا بین کد پستی و شماره سریال (یا شماره پرونده) قرار گرفت.